# Bilemot
Bilemot és un cràter de l'asteroide de la família Coronis del cinturó principal, (243) Ida, situat amb el sistema de coordenades planetocèntriques a -27.8 ° de latitud nord i 29.2 ° de longitud est. Fa un diàmetre de 1.8 km. El nom va ser fet oficial per la UAI el 1997 i fa referència a un tub de lava a Corea del Sud.